# Gerdan Theatre
Чернівецький фольклорний театр-студія Ґердан — музичний колектив та театр з Чернівців, відоміший за сценічною назвою Gerdan Theatre. Виконує народні та авторські пісні в оригінальному аранжуванні, відзначається автентичним багатоголосним співом, старовинними костюмами та репертуаром, що включає давні українські пісні та обряди. Одним з основних напрямків роботи є вивчення та творче осмислення обрядів, звичаїв та традицій українського народу.

## Історія
Історія колективу починається у березні 1994 року в Чернівцях, коли режисер Петро Колісник та актор Андрій Циганок заснували фольклорний театр-студію «Ґердан». У репертуарі театру були вистави як співочі (Українські пісенні старожитності), так і драматичні. Серед них «Вино з троянд» за віршами Василя Симоненка, «Батьківські пороги» за Григором Тютюнником чи «Розрита могила» за Тарасом Шевченком.
У 2004 році на гастролях у Києві колектив показав вистави «Фатальні пристрасті», «Українські пісенні старожитності», «В неділю рано зілля копала» та «Батьківські пороги».
У 2016 році Gerdan Theatre очолила Анастасія Костюк — фронтвокалістка, художня керівниця, композиторка, аранжувальниця, хормейстерка та авторка значної частини репертуару колективу. Серед її творів — «По-за ночі», «Сербин», «Ішов Миколай», «Василю-Василю» та інші.
Протягом 2022 року п'ятеро учасників колективу долучились до лав Збройних сил України для протидії військовій агресії Росії. Унаслідок цього гурт призупинив концертну діяльність на пів року. Згодом учасники колективу дійшли висновку, що їхня мистецька діяльність може бути корисною на фронті культурного спротиву та як форма підтримки побратимів.
2023 року «Ґердан» гастролював у Франції та Німеччині. У грудні 2023 року колектив взяв участь у записі синглу Tayanna «Роде мій».
У лютому 2024 року колектив почав місячне концертне турне Канадою, яке відвідало 5000 глядачів у 19 містах. 31 липня 2024 року було представлено відео-кліп на авторську пісню «По-за ночі», знятий режисеркою Іриною Сагайдак.
Незважаючи на те, що в репертуарі гурту є понад 300 пісень, дебютний студійний альбом «По-за ночі» вийшов лише 3 серпня 2024 року. До нього увійшли 13 треків авторських та аранжованих пісень. Того ж дня гурт представив альбом концертом у палаці Академічному в Чернівцях. У вересні почався великий тур Канадою, де колектив виступив у більш, ніж 40 містах країни. Турне стало найбільшим в історії виступів українських артистів в Канаді. 20 грудня, світ побачив новий альбом гурту під назвою «На Різдво», де було представлено 10 колядок.
25 квітня 2025 року вийшов ремікс музичного продюсера Aniel Arin на пісню «По-за ночі». 1 серпня гурт випустив сингл під назвою «Туман».

## Цікаві факти
«Ґердан» часто називають однією з візитівок Чернівців.
Ремікс на «По-за ночі» зʼявився після того, як коротке відео з новим електронним звучанням пісні стало вірусним у соцмережах. У відповідь на інтерес аудиторії було створено повну версію спільно з Gerdan Theatre.

## Дискографія

### Альбоми
- По-за ночі (2024)
- На Різдво (2024)

### Сингли
- «Щедрий вечір» (2024)
- «По-за ночі (Версія)» за участі Aniel Arin (2025)
- «Туман» (2025)

## Відеографія
| Рік  | Назва        | Альбом     | Режисер        |
| ---- | ------------ | ---------- | -------------- |
| 2024 | «По-за ночі» | По-за ночі | Ірина Сагайдак |